# George Chadwick
Pour les articles homonymes, voir Chadwick.
George Whitefield Chadwick, né à Lowell le 13 novembre 1854 et décédé le 4 avril 1931 à Boston, est un compositeur américain. Il est un des compositeurs représentatifs de l'école de Boston, un groupe de compositeurs américains de la fin du XIXe siècle avec Amy Beach, Arthur Foote, Edward MacDowell, John Knowles Paine, et Horatio Parker.

## Biographie
La musique de Chadwick fut influencée par le naturalisme américain. Son œuvre comprend plusieurs opéras, trois symphonies, cinq quatuors, des poèmes symphoniques, des mélodies et des œuvres chorales. Chadwick fut un des responsables des premières organisations significatives de concerts d'œuvres de compositeurs des États-Unis.

## Œuvres

### Scène
- The Peer and the Pauper (opérette comique, 2, R. Grant), 1884, non représentée
- A Quiet Lodging (opérette, 2, A. Bates), Boston, 1 April 1892
- Tabasco (burlesque op, 2, R.A. Barnet), 1893–4, Boston, Tremont, 29 janvier 1894 (includes material from The Peer and The Pauper)
- Judith (drame lyrique, 3, W.C. Langdon, d'après un scenario de Chadwick), concert performance, Worcester, MA, 23 Sept 1901
- Everywoman (musique de scène, W. Browne), New York, Herald Square, 1911
- The Padrone (tragic op, 2, D. Stevens, d'après un scenario de Chadwick), 1912, non représentée
- Love’s Sacrifice (pastorale op, 1, Stevens), 1916–17, Chicago, 1er février 1923
- Choral-orchestral
- Dedication Ode (H.B. Carpenter), S, A, T, B, SATB, orchestre, 1883
- Noël (Boston, 1888)
- Lovely Rosabelle (W. Scott), S, T, SATB, orchestre, 1889
- The Pilgrims (F.D. Hemans), SATB, orchestre, 1890
- Phoenix expirans (cant., Lat. hymn), S, A, T, B, SATB, orchestre, 1891
- Ode for the Opening of the Chicago World’s Fair (textes d'Harriet Monroe), S, T, SATB, ensemble de vents, orchestre, 1892
- The Lily Nymph (Bates), S, T, B, B, SATB, orchestre, 1894–5
- Ecce jam noctis (J.G. Parker, after St Gregory), voix mâles, orgue, orchestre, 1897
- Noël (divers textes), pastorale, solo vv, SATB, orchestre, 1907–8
- 37 anthems
- 19 choruses, male vv
- 20 choruses, female vv

### Musique Orchestrale
- Rip Van Winkle, ouverture, 1879
- Symphonie nº 1, en do majeur, 1881
- Thalia, ouverture, 1882
- Symphonie nº 2, en si bémol majeur, 1883–5
- The Miller’s Daughter, ouverture, 1886
- Melpomene, ouverture dramatique, 1887
- Pastorale Prelude, 1890
- Serenade, en fa majeur, cordes, 1890
- Symphonie nº 3, en fa majeur, 1893–4
- Tabasco March, band/orchestra, 1894
- Symphonic Sketches, suite, en la majeur, 1895–1904
- Adonais, ouverture, 1899
- Euterpe, ouverture, 1903
- Cleopatra, poème symphonique, 1904
- Sinfonietta, en ré majeur, 1904
- Suite symphonique, en mi bémol majeur, 1905–9
- Theme, Variations and Fugue, orgue, orchestre, 1908
- Aphrodite, fantaisie symphonique, 1910–11
- Tam O’Shanter, ballade  symphonique, 1914–15
- Angel of Death, poème symphonique, 1917–18
- Elegy, 1920
- Anniversary Ov., ?1922
- 3 pezzi, 1923

### Musique  de Chambre
- Quatuor à cordes nº 1, en sol mineur, 1877?
- Quatuor à cordes nº 2, en ut majeur, 1878
- Quatuor à cordes nº 3, en ré majeur, 1885
- Quintette avec Piano, en mi bémol majeur, 1887
- Quatuor à cordes nº 4, en mi mineur, 1896
- Quatuor à cordes nº 5, en ré mineur, 1898

### Piano, orgue
- 30 pièces pour le piano
- 8 pièces pour l'orgue

### Voix

#### Voix Solo et Orchestre
- Lochinvar (W. Scott), Baryton, orchestre, 1896
- A Ballad of Trees and the Master (S. Lanier), low/medium v, orchestre, 1899, aussi version pour voix et piano
- Aghadoe (ballad, J. Todhunter), Alto, orchestre, 1910
- The Curfew (H. Longfellow), low/medium v, orchestre, 1914?
- The Voice of Philomel (D. Stevens), 1914?
- The Fighting Men (M.A. DeWolfe Howe) (1918)
- Joshua (humorous song, R.D. Ware), 1919?
- Drake’s Drum (H. Newbold), low/medium v, orchestre, 1920?

#### Voix Solo et Piano
- 128 songs incl. 6 Songs, op.14 (Boston, 1885) [incl. The Danza (A. Bates)]
- 3 Ballads (Boston, 1889)
- Bedouin Love Song (B. Taylor) (Boston, 1890)
- 12 Songs of Brittany (Bates), arr. and harmonized (Boston, 1890)
- A Flower Cycle (Bates), 12 songs (Boston, 1892)
- 12 Lyrics from Told in the Gate (Boston, Bates) (1897)
- 4 Irish Songs (Boston, 1910)
- 5 Songs (Stevens) (New York, 1914)
- 3 Nautical Songs (Ware, H. Newbolt, A. Conan Doyle) (Boston, 1920)